# Alen Islamović
Alen Islamović, właśc. Alija Islamović (ur. 17 sierpnia 1957 w Bihaciu) – bośniacki muzyk. Gitarzysta oraz wokalista, był członkiem zespołów Divlje jagode, Bijelo dugme, 4 asa i Srčani Udar.

## Życiorys
Islamović wczesne dzieciństwo spędził we wsi Sokolac, położonej 5 km od Bihacia. Gdy miał dwa i pół roku, jego ojciec znalazł pracę w Bihaciu i tak cała rodzina Islamoviciów przeprowadziła się do tej miejscowości. Młody Alen uczył się gry na gitarze, a jako nastolatek trenował piłkę nożną w lokalnym klubie NK Jedinstvo Bihać. Założył również grupę muzyczną Bag. W 1981 został gitarzystą basowym i wokalistą w metalowym zespole Divlje jagode. W 1986 przeszedł do Bijelo dugme, gdzie jako wokalista zastąpił Tifę. Podczas gdy Islamović był pierwszym wokalistą zespołu, grupa tworzyła folk rock. Członkowie zespołu, mocno inspirowali się ruchem jugosłowiańskim, tworząc melodyjne kompozycje rockowe, z mocnymi wpływami utworów oraz instrumentów ludowych. Po odejściu z Bijelo dugme, w marcu 1989, rozpoczął karierę solową. Początkowo wykonywał utwory Divlje Jagode, Bijelo dugme i Ribljej čorby w nowych aranżacjach. Na album Haj, nek se čuje, čuje, haj, nek se zna przygotował już autorskie kompozycje. Nagranie drugiego albumu przerwała wojna w Jugosławii. Islamović w Bihaciu komponował patriotyczne piosenki Srce od Bosne, Ne daj na sem, które znalazły się na płycie Gdje je mój rođeni brat, wydanej przez chorwacki Euroton. Wydania płyty na Europę podjęła się szwajcarska wytwórnia płytowa Mam. W Niemczech wydana została kolejna jego solowa płyta Bauštelac. W Zagrzebiu wydał album Nema meni bez tebe. Później nagrał płytę koncertową, Live Eurotour 95-96 z koncertów w Słowenii, Chorwacji, Niemczech, Austrii i innych państw. Przeważały na niej piosenki Bijelo dugme i Divlje jagode. W 1999 z utworem „Najlepša”, wystartował na festiwalu w Bihaciu, który wygrał. W 2005 wystąpił z pozostałymi wokalistami Bijelo dugme w koncertach w Sarajewie, Zagrzebiu i Belgradzie. Napisał książkę autobiograficzną „Moje doline sjećanja” (Moja dolina wspomnień). W 2002 sformował razem z innymi muzykami z lat 70. oraz 80. (Vlado Kalember ex Srebrna krila, Pišta – ex Telefon Blues Bend, Rajko Dujmić ex Novi fosili) zespół 4 asa.

## Życie prywatne
Żonaty z Marijaną, z którą ma dwie córki – Unę i Larę.
Jest założycielem i prezesem klubu tenisowego Una-Gem Bihać.
W latach 2008–2012 był radnym Bihacia, z ramienia SDP. Po czteroletniej kadencji radnego w 2012 Islamović ponownie został wybrany do Rady Miejskiej, z ramienia SDP, jednak ponieważ SDP i ich ówczesny kandydat na burmistrza Albin Muslić przegrali wybory i dołączyli do opozycji, Islamović opuścił SDP na pierwszej sesji i opowiedział się po stronie rządzącej większości, kierowanej przez burmistrza Emdžad Galijaševicia i partii SDA, w latach 2012–2016.

## Dyskografia

### Albumy solowe
Na podstawie Discogs:
- 1989: Haj, nek se čuje, čuje, haj, nek se zna
- 1992: Gdje je moj rođeni brat
- 1994: Bauštelac
- 1995: Nema meni bez tebe
- 1996: Live Eurotour 95-96
- 1999: Samo nebo zna
- 2001: Istok, zapad, sjever, jug
- 2005: Mrtvo hladno (z zespołem Srčani udar)
- 2013: Alcatraz
- 2019: Tajno
- 2021: Live

### Albumy z Divlje jagode
Na podstawie Discogs:
- 1981: Stakleni hotel
- 1982: Motori
- 1983: Čarobnjaci
- 1985: Vatra
- 1986: Wild Strawberries

### Albumy z Bijelo dugme
Na podstawie Discogs:
- 1986: Pljuni i zapjevaj moja Jugoslavijo
- 1987: Mramor, kamen i željezo
- 1988: Ćiribiribela
- 2005: Turneja 2005 Sarajevo Zagreb Beograd

### Albumy z 4 asa
Na podstawie Discogs:
- 2003: 4 asa Live, Zagreb 03.03.03
- 2003: 4 asa, Originalne verzije pjesama iz filma „Ljubavna priča iz Dubrovnika”
- 2004: Nakon svih ovih godina